# Эндерун

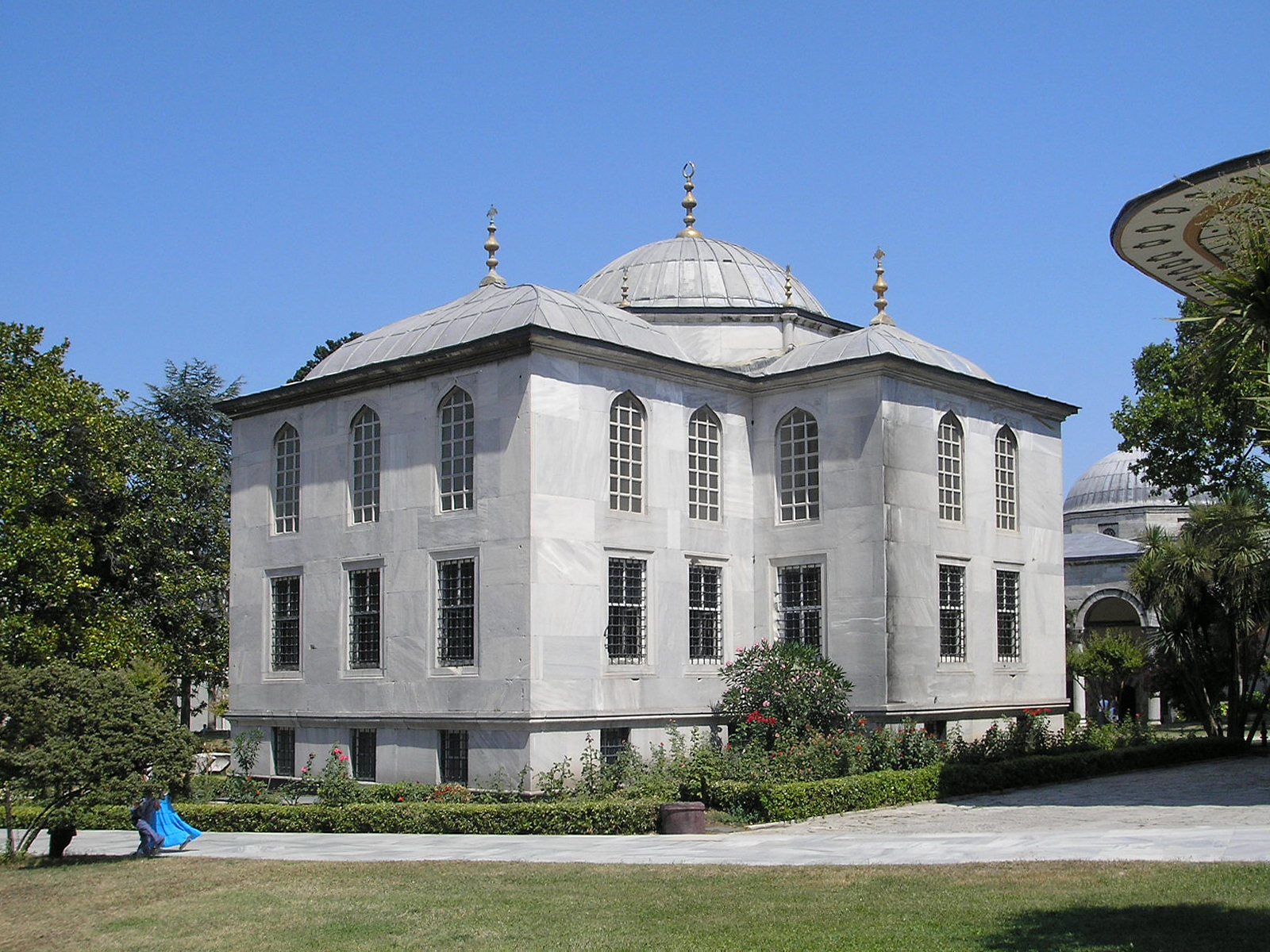
Библиотека Эндеруна (библиотека Ахмеда III)

Эндеру́н — дворцовый центр подготовки управленческих кадров, существовавший в Османской империи с середины XV по начало XIX века. Располагался на третьем дворе султанского дворца Топкапы в Стамбуле, во внутренних покоях (Эндерун).
Дети разных возрастов, набранные по девширме из христианских семей, распределялись в турецкие семьи, где усваивали язык и основы ислама. Затем в казармах Эдирне аджеми огланы («чужеземные мальчики») проходили обучение и военную подготовку. Спустя некоторое время новобранцы, называемые чикма, направлялись по военным частям, а наиболее способные из них продолжали обучение в Эндеруне. Иногда их отбором занимался лично султан.

## Ступени обучения

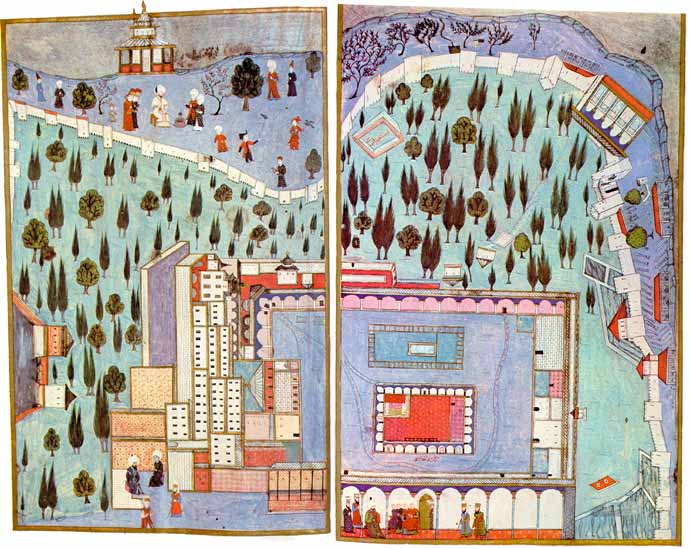
Третий двор Топкапы, где располагались палаты Эндерун. Миниатюра из Хюнер-наме, XVI век

Юноши последовательно проходили семь ступеней обучения, одновременно исполняя обязанности в дворцовых службах. Не сумевшие пройти все ступени поступали в определённые войсковые части, прошедшие получали назначение на важные должности. Для выпускников существовали строго соблюдавшиеся правила распределения и продвижения по службе.
Первые две ступени назывались «Малая палата» (кючюк ода) и «Большая палата» (бююк ода). Располагались эти палаты, соответственно, слева и справа от Ворот Блаженства (Бабюссааде). В программу обучения входили исламская религия и культура, турецкий, арабский и персидский языки, а также бег, борьба, прыжки, стрельба из лука. Ученики носили костюм доломан, в связи с чем прозывались «доламанщиками».
В «Палате сокольничьего» (доганджи когушу) обучалось одновременно около сорока юношей; эта ступень была ликвидирована в правление Мехмеда IV (1648—1687). «Военная палата» (сеферли когушу), созданная Мурадом IV в 1635 году, была сначала связана со службами по стирке белья обитателей внутренних покоев дворца. В ней готовили парикмахеров и смотрителей бань; здесь же обучались дворцовые немые и карлики. Затем в «Военной палате» стали обучать и различным искусствам, готовя музыкантов, певцов, мастеров борьбы. Выпускники направлялись в части сипахи. В сеферли когушу занимались примерно сто человек.
Три высшие ступени Эндерун — «Палата эконома» (килерджи когушу), «Казначейская палата» (хазине когушу) и «Личные покои» (хас ода) — были организованы в годы правления Мехмеда II (1451—1481). «Палату эконома» возглавлял сер-килар-и хасса, отвечавший за организацию питания султана и гарема. Ученики, которых было около тридцати, приготавливали и хранили еду, напитки, свечи для дворца и мечетей. Окончившие обучение пополняли части кавалерии капыкулу (капыкулу сювари). Во главе «Казначейской палаты» стояли главный казначей (хазинедарбаши) и его помощник (кетхуда). Число учеников временами достигало ста пятидесяти. Выпускники поступали в кавалерийские части капыкулу, становились дворцовыми служащими (мютеферрик и чашнигир).
На последней ступени Эндеруна, в «Личных покоях», готовили служащих четырёх рангов — старший паж личных покоев (хасодабаши), султанский оруженосец (силяхдар), камердинер (чухадар) и конюший (рикабдар). Ученики, числом сорок, в порядке дежурств осуществляли охрану и уборку Хранилища священных реликвий. Они должны были подметать помещение, вытирать пыль с книг, начищать металлические предметы, а в праздничные ночи возжигать благовония и разбрызгивать розовую воду.